# Aire d'attraction d'Issoudun
L'aire d'attraction d'Issoudun est un zonage d'étude défini par l'Insee pour caractériser l’influence de la commune d'Issoudun sur les communes environnantes. Publiée en octobre 2020, elle se substitue à l'aire urbaine d'Issoudun, qui comportait 11 communes dans le dernier zonage qui remontait à 2010.

## Définition
L'aire d'attraction d'une ville est composée d’un pôle, défini à partir de critères de population et d’emploi ainsi que d’une couronne constituée des communes dont au moins 15 % des actifs travaillent dans le pôle. Le pôle d’attraction constitue ainsi un point de convergence des déplacements domicile-travail,.

## Type et composition
L’aire d'attraction d'Issoudun est une aire inter-départementale qui comporte 20 communes : 19 situées dans l'Indre et 1 dans le Cher (Saint-Ambroix). 
Elle est catégorisée dans les aires de moins de 50 000 habitants, une catégorie qui regroupe 12,2 % au niveau national.

### Carte

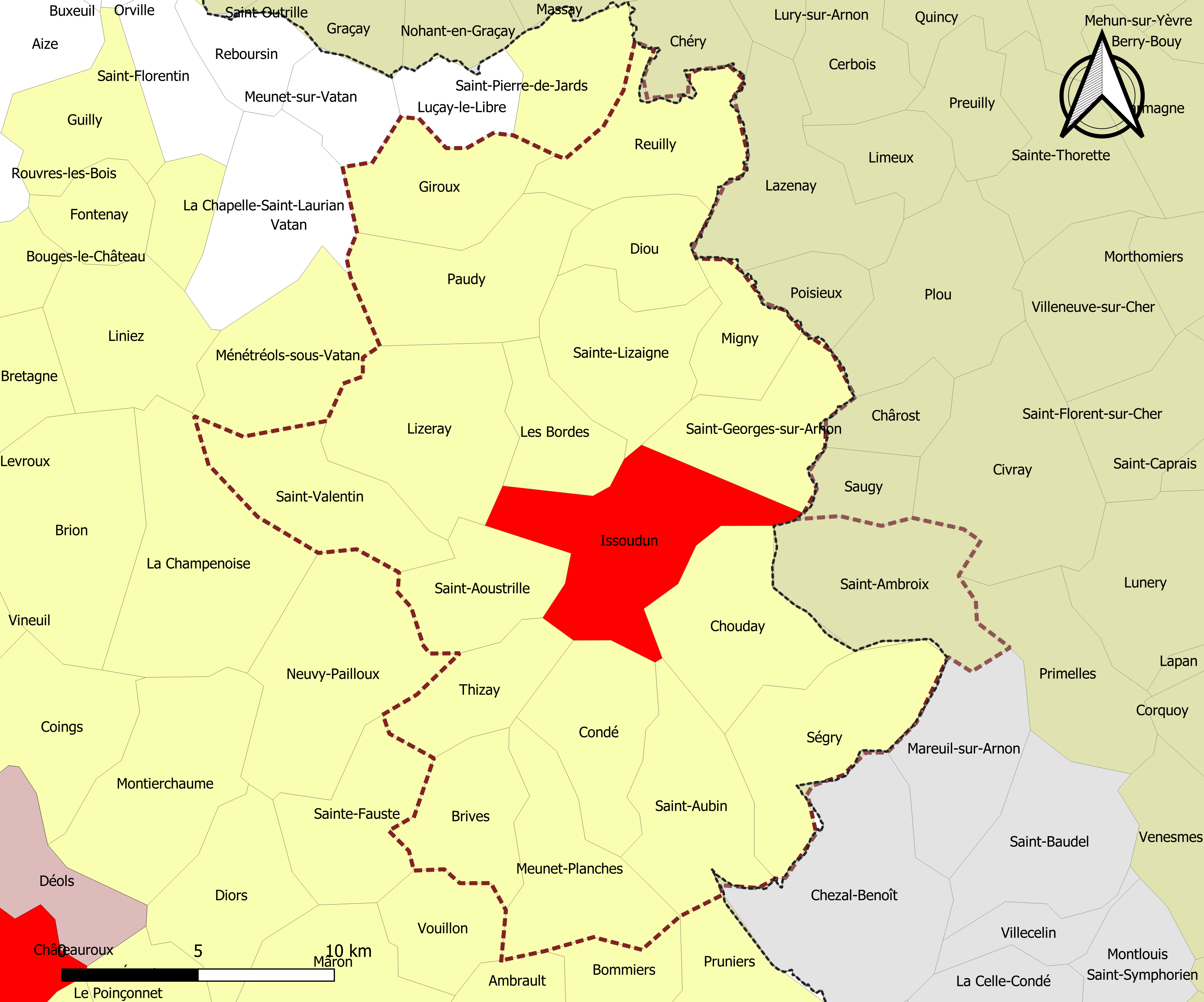
Carte de l'aire d'attraction d'Issoudun.
Commune-centre
Commune de la couronne

### Composition communale
| Nom                       | Code Insee | Département | Statut                 | Superficie (km2) | Population (dernière pop. légale) | Densité (hab./km2) | Modifier                                    |
| ------------------------- | ---------- | ----------- | ---------------------- | ---------------- | --------------------------------- | ------------------ | ------------------------------------------- |
| Issoudun (commune-centre) | 36088      | Indre       | commune-centre         | 36,60            | 10 953 (2022)                     | 299                | modifier les données · modifier les données |
| Saint-Ambroix             | 18198      | Cher        | commune de la couronne | 31,22            | 375 (2022)                        | 12                 | modifier les données · modifier les données |
| Les Bordes                | 36021      | Indre       | commune de la couronne | 16,30            | 824 (2022)                        | 51                 | modifier les données · modifier les données |
| Brives                    | 36027      | Indre       | commune de la couronne | 19,61            | 239 (2022)                        | 12                 | modifier les données · modifier les données |
| Chouday                   | 36052      | Indre       | commune de la couronne | 30,00            | 145 (2022)                        | 4,8                | modifier les données · modifier les données |
| Condé                     | 36059      | Indre       | commune de la couronne | 23,82            | 227 (2022)                        | 9,5                | modifier les données · modifier les données |
| Diou                      | 36065      | Indre       | commune de la couronne | 16,39            | 259 (2022)                        | 16                 | modifier les données · modifier les données |
| Giroux                    | 36083      | Indre       | commune de la couronne | 23,48            | 121 (2022)                        | 5,2                | modifier les données · modifier les données |
| Lizeray                   | 36098      | Indre       | commune de la couronne | 35,41            | 83 (2022)                         | 2,3                | modifier les données · modifier les données |
| Meunet-Planches           | 36121      | Indre       | commune de la couronne | 26,73            | 168 (2022)                        | 6,3                | modifier les données · modifier les données |
| Migny                     | 36125      | Indre       | commune de la couronne | 13,35            | 110 (2022)                        | 8,2                | modifier les données · modifier les données |
| Paudy                     | 36152      | Indre       | commune de la couronne | 30,28            | 437 (2022)                        | 14                 | modifier les données · modifier les données |
| Reuilly                   | 36171      | Indre       | commune de la couronne | 25,80            | 2 009 (2022)                      | 78                 | modifier les données · modifier les données |
| Saint-Aoustrille          | 36179      | Indre       | commune de la couronne | 19,47            | 211 (2022)                        | 11                 | modifier les données · modifier les données |
| Saint-Aubin               | 36181      | Indre       | commune de la couronne | 28,32            | 151 (2022)                        | 5,3                | modifier les données · modifier les données |
| Saint-Georges-sur-Arnon   | 36195      | Indre       | commune de la couronne | 23,87            | 554 (2022)                        | 23                 | modifier les données · modifier les données |
| Sainte-Lizaigne           | 36199      | Indre       | commune de la couronne | 26,36            | 1 109 (2022)                      | 42                 | modifier les données · modifier les données |
| Saint-Valentin            | 36209      | Indre       | commune de la couronne | 24,90            | 263 (2022)                        | 11                 | modifier les données · modifier les données |
| Ségry                     | 36215      | Indre       | commune de la couronne | 33,06            | 487 (2022)                        | 15                 | modifier les données · modifier les données |
| Thizay                    | 36222      | Indre       | commune de la couronne | 16,65            | 229 (2022)                        | 14                 | modifier les données · modifier les données |